# Witvlakdwergspanner
De witvlakdwergspanner (Eupithecia succenturiata) is een nachtvlinder uit de familie van de spanners (Geometridae). De voorvleugellengte van de vlinder bedraagt tussen de 12 en 13 millimeter. De vlinder komt verspreid voor van Europa tot aan China. De soort overwintert als pop.

## Waardplanten
De witvlakdwergspanner heeft met name bijvoet en boerenwormkruid, maar ook andere kruidachtige planten als waardplanten.

## Voorkomen in Nederland en België
In Nederland en België is de witvlakdwergspanner vrij gewoon. De vliegtijd is van halverwege mei tot en met september in één jaarlijkse generatie.